# Art Institute of Chicago
Het Art Institute of Chicago (AIC) is een museum voor beeldende kunsten aan 111 South Michigan Avenue in Grant Park, Chicago (Illinois).
Het museum is verbonden aan de School of the Art Institute of Chicago en is in omvang het op een na grootste museum (na het Metropolitan Museum of Art in New York) van de Verenigde Staten.

## De gebouwen

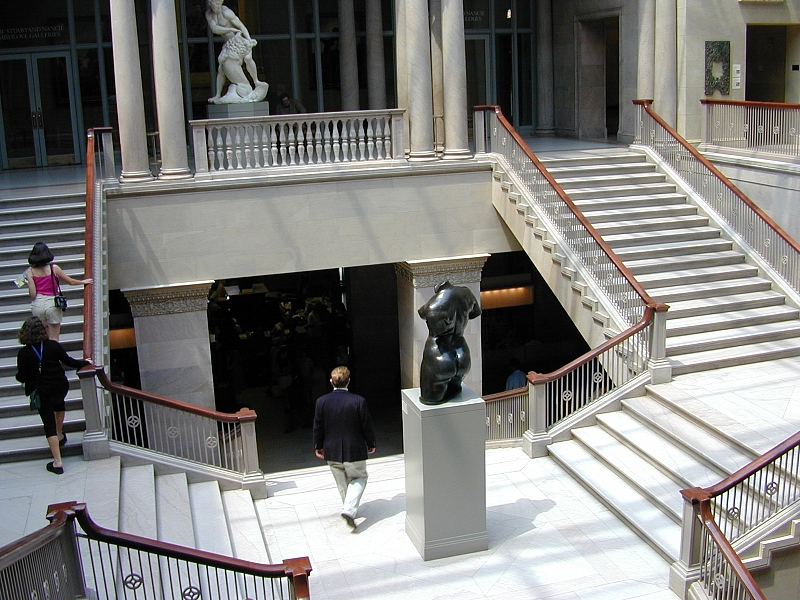
Trappenhuis AIC

### Gebouw van 1893
De school en het daarmee verbonden museum werd in 1879 opgericht als de Chicago Academy of Fine Arts aan de State Street/hoek Monroe Street. In 1882 werd de naam gewijzigd in The Art Institute of Chicago respectievelijk School of the Art Institute of Chicago en al spoedig werd gezocht naar een nieuwe, grotere huisvesting.
Het huidige museumgebouw werd door het architectenbureau Shepley, Rutan and Coolidge uit Boston ontworpen in de zogenaamde beaux-arts-stijl voor de World's Columbian Exposition van 1893. Het was de bedoeling na afloop van de expositie als huisvesting te dienen voor het Art Institute.
De museumzalen werden in 2008 in overstemming met de nieuwbouw, de Modern Wing van architect Renzo Piano, gemoderniseerd en kregen daarbij dezelfde zonwering ter bescherming van de tentoongestelde kunstwerken.

### Nieuwbouwvleugel
In 2009 werd de nieuwbouw, de Modern Wing voor het publiek geopend. Het was de grootste uitbreiding in de geschiedenis van het AIC. De uitbreiding werd gerealiseerd door Renzo Piano. In de nieuwbouw werd de collectie Klassiek Modernen ondergebracht, waar kunstwerken toe behoren van onder anderen Pablo Picasso (The Old Guitarist), Henri Matisse (Bathers by a River) en René Magritte (Time Transfixed). Ook de afdelingen hedendaagse kunst van de periode na 1960, fotografie, videokunst, architectuur en design werden in de nieuwbouw gehuisvest. Ook de wisseltentoonstellingen van het AIC zullen er plaatsvinden. Ook is er voorzien in museumshops en een café-restaurant, het Terzo Piano met uitzicht vanaf het terras. De Nichols Bridgeway ten slotte verbindt een beeldentuin op het dak van de nieuwbouw met het aangrenzende Millennium Park en een binnenplaats, die werd ontworpen door Gustafson Guthrie Nichol.

## Collectie

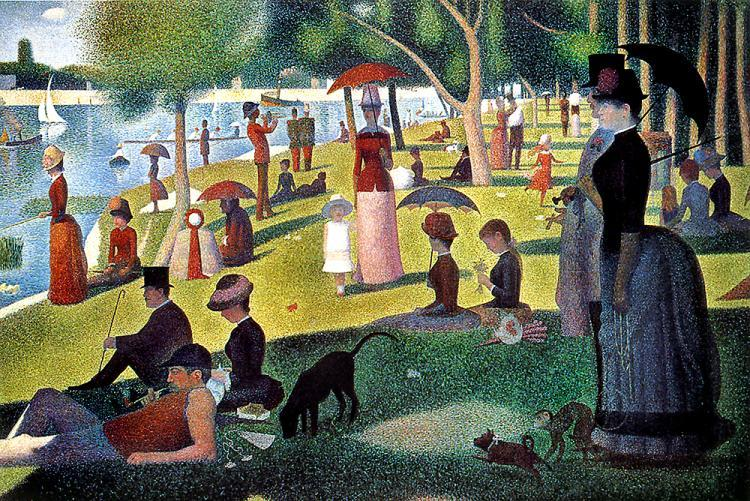
Georges Seurat: Sunday Afternoon on the Island of La Grande Jatte (1884/86)

Het Art Institute heeft een belangrijke collectie (meer dan 260.000 kunstwerken) van het impressionisme en postimpressionisme, Oude meesters, Amerikaanse kunst, Europese en Amerikaanse toegepaste kunst en design, Aziatische kunst en moderne en hedendaagse kunst.
Het museum is bekend om de collectie impressionistische, postimpressionistische en Amerikaanse schilderkunst. Tot de collectie behoren meer dan dertig werken van Claude Monet, waaronder zes Haystacks en een aantal Water Lilies. Tot de collectie behoren voorts werken van onder anderen Pierre-Auguste Renoir (Two Sisters (On the Terrace)), Paul Cézanne (The Bathers, The Basket of Apples en Madame Cézanne in a Yellow Chair), Henri de Toulouse-Lautrec (At the Moulin Rouge), Georges Seurat (Sunday Afternoon on the Island of La Grande Jatte), Gustave Caillebotte (Paris Street; Rainy Day), Vincent van Gogh (Bedroom in Arles en Self-portrait, 1887).
Tot de belangrijkste werken in het museum van Amerikaanse kunstenaars behoren van Grant Wood American Gothic en van Edward Hopper Nighthawks.
De afdeling toegepaste kunst en design exposeert meubelstukken van Frank Lloyd Wright en Charles en Ray Eames. De afdeling Oude Egyptische, Griekse en Romeinse kunst omvat ongeveer 5000 voorwerpen, die een overzicht bieden van 4000 jaar geschiedenis en kunst uit het Middellandse Zee gebied.

### De Terra Collection
Sinds 2005 behoren circa vijftig schilderijen, die eigendom zijn van de Terra Foundation (oorspronkelijk het Terra Museum), als langdurige bruikleen tot de Terra Collection van de Afdeling Amerikaanse kunst van het Art Institute. De collectie, een van de meest veelzijdige verzamelingen van Amerikaanse kunst, is gehuisvest in de galerijenkamer. De collectie werken op papier van Amerikaanse kunstenaars, die eveneens van de Terra Foundation is, is ondergebracht in het prentenkabinet van het Art Institute.

## Fotogalerij

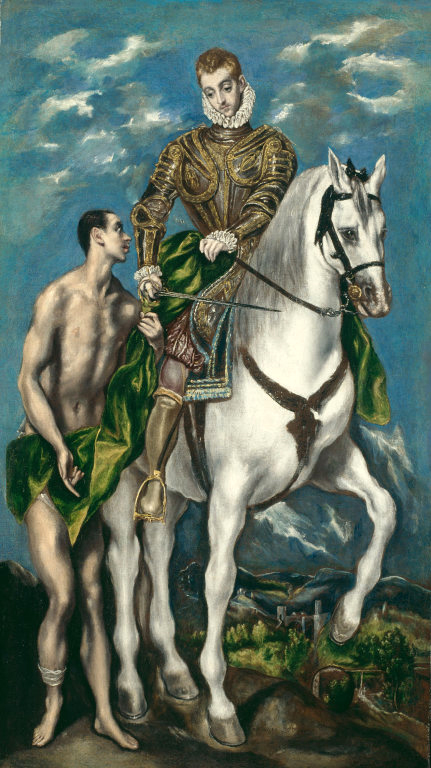
El Greco, Saint Martin and the Beggar, c. 1597-1600
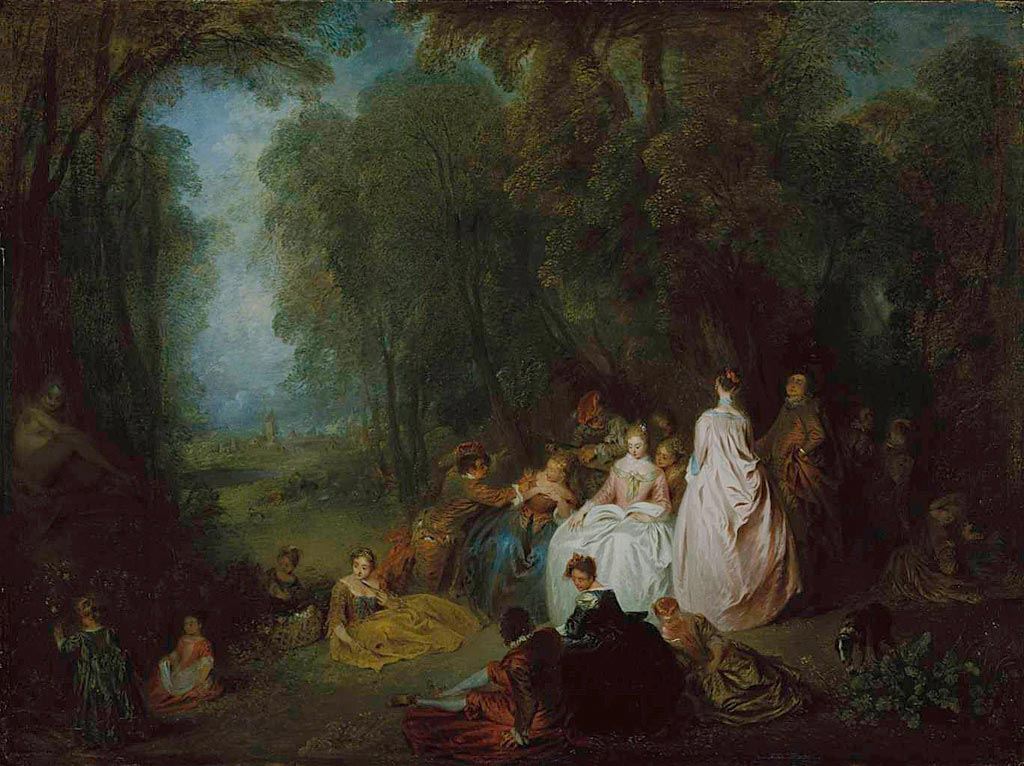
Antoine Watteau, Fête champêtre (Pastoral Gathering), 1718-1721
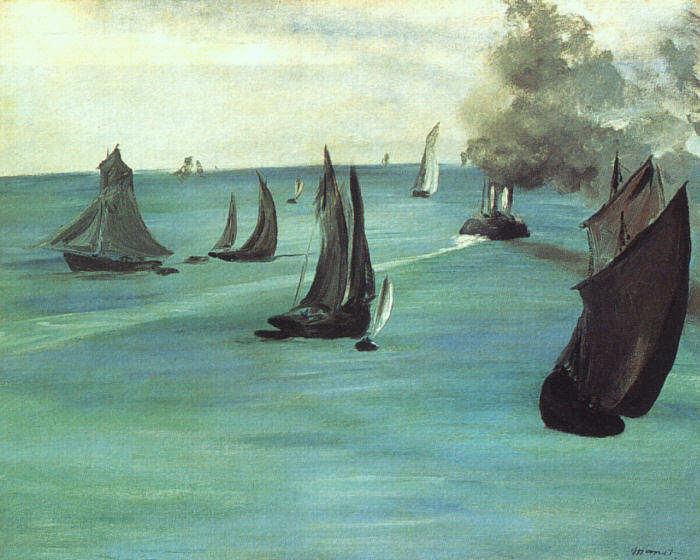
Édouard Manet, Seascape Calm Weather (1864/65)
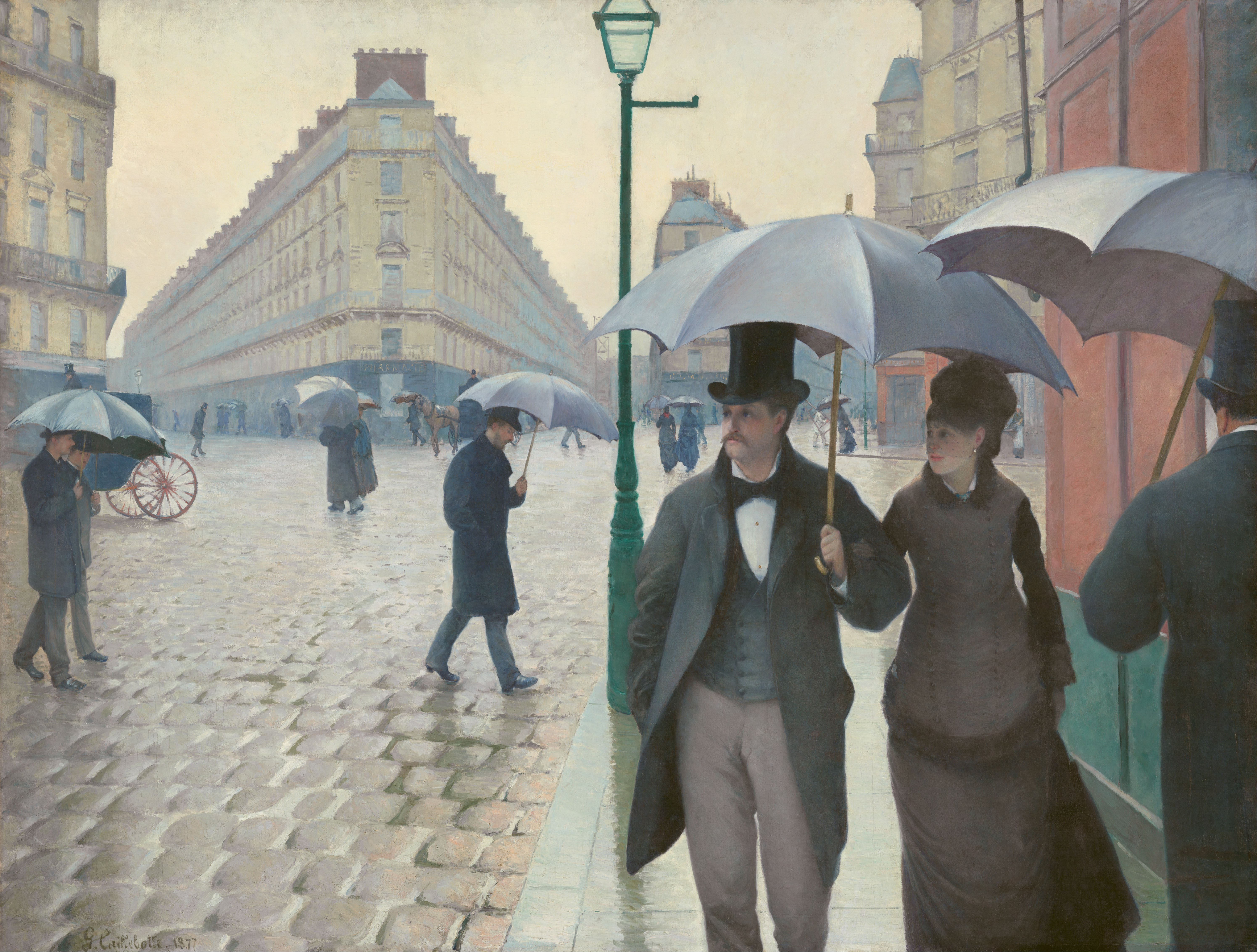
Gustave Caillebotte, Paris Street; Rainy Day (1876/77)
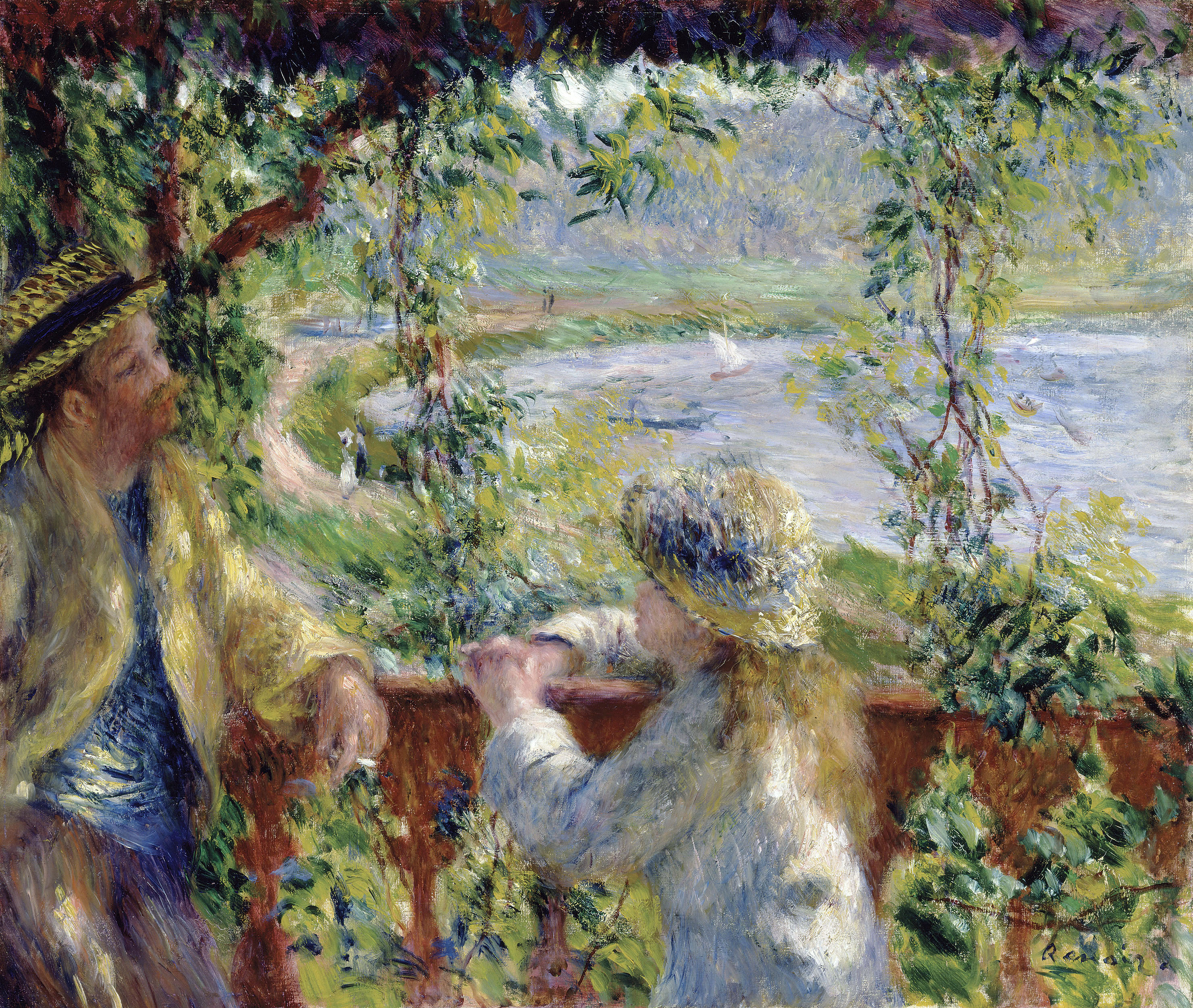
Pierre-Auguste Renoir, By the Water (1880)
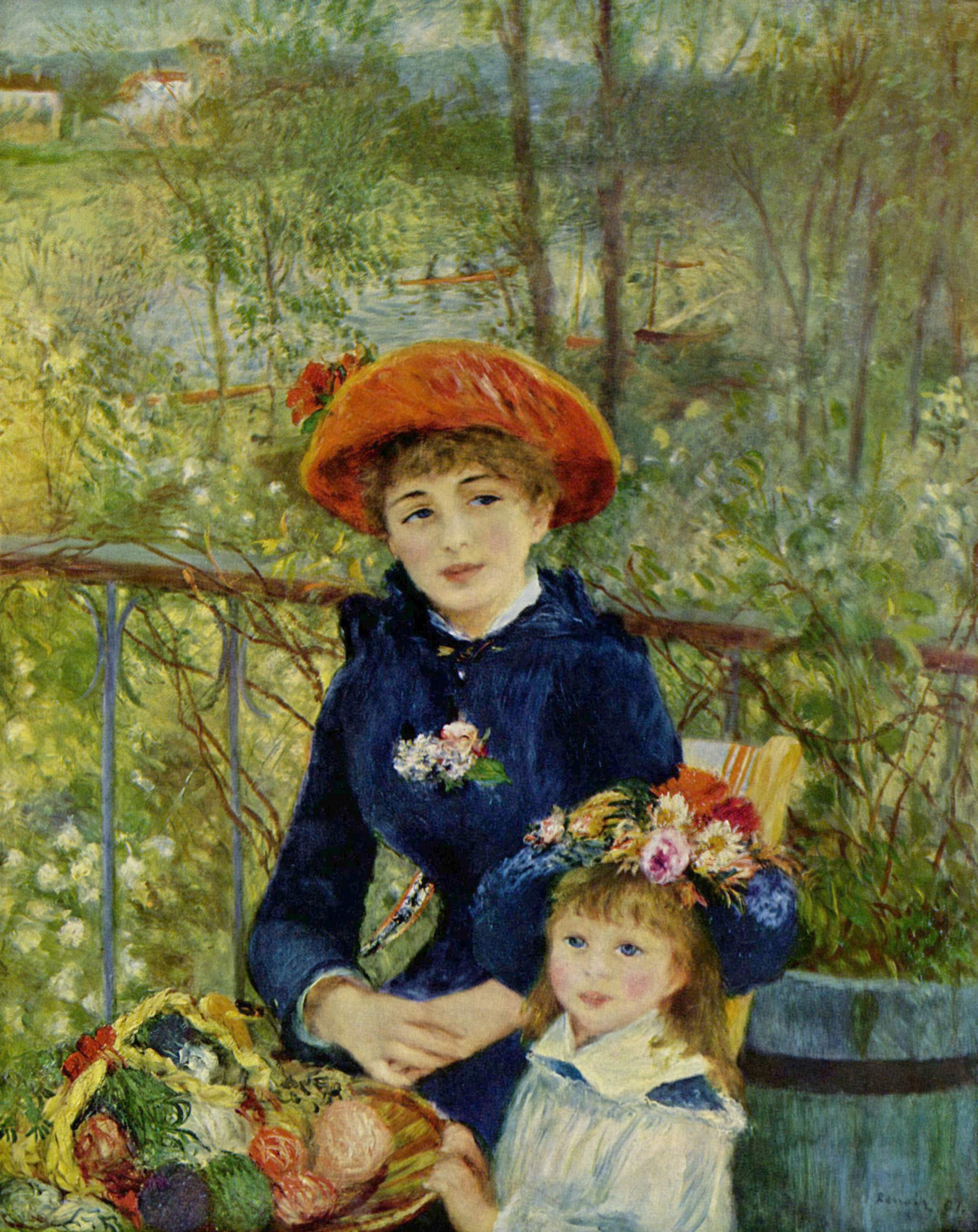
Pierre-Auguste Renoir, Two Sisters (On the Terrace) (1881)
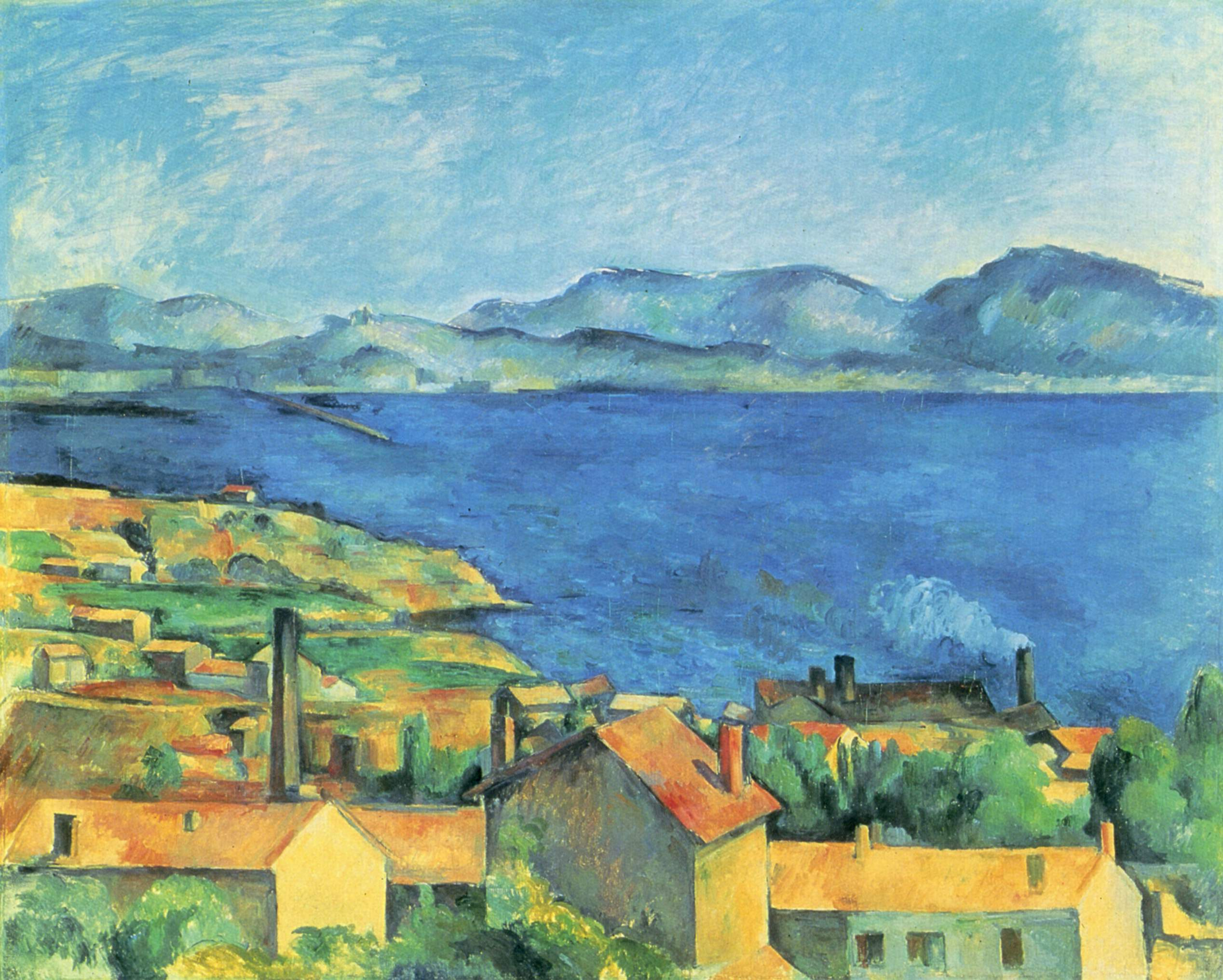
Paul Cézanne, The Bay of Marseilles, view from L'Estaque (1885)
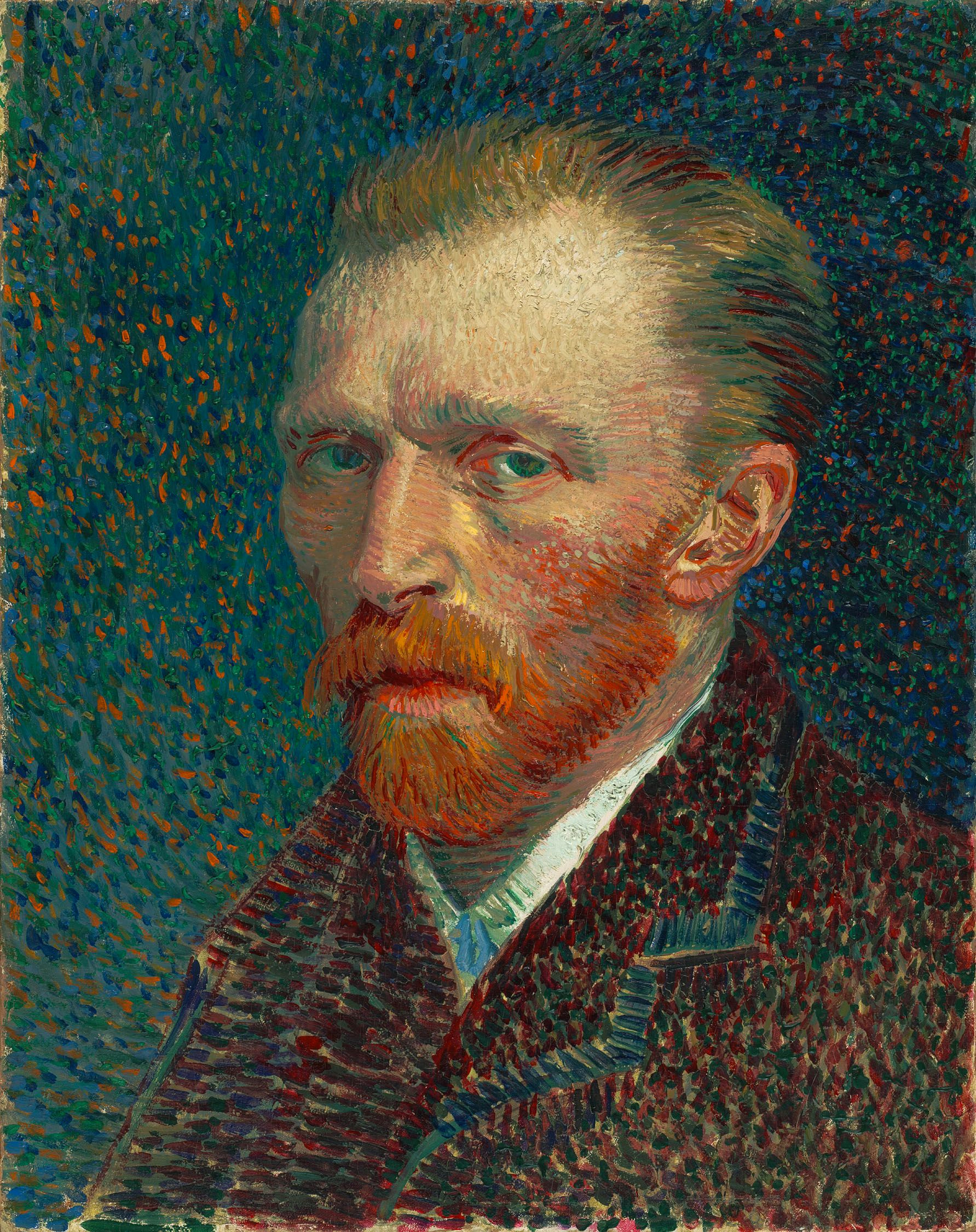
Vincent van Gogh, Zelfportret (1887)
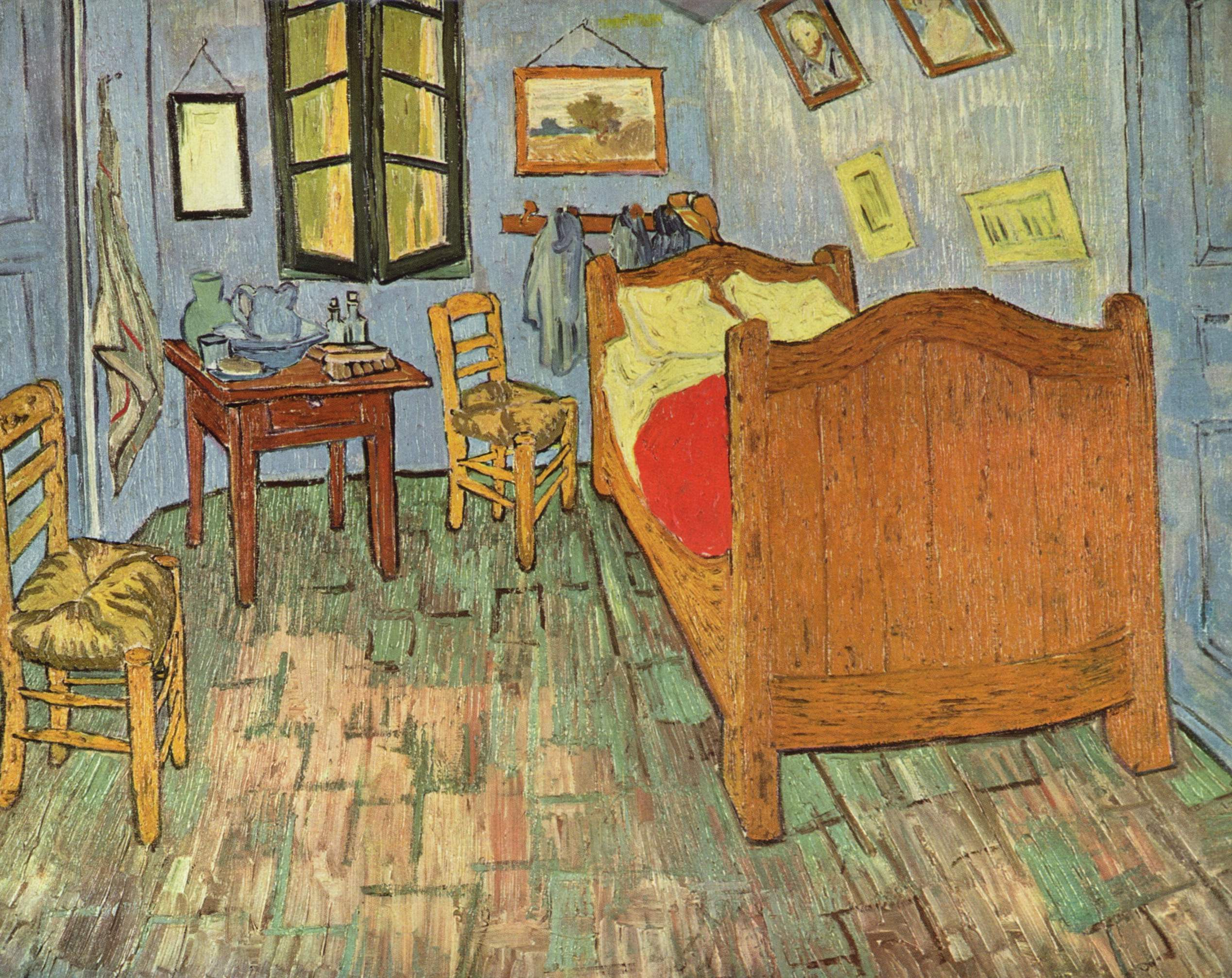
Vincent van Gogh, Bedroom in Arles (1888)
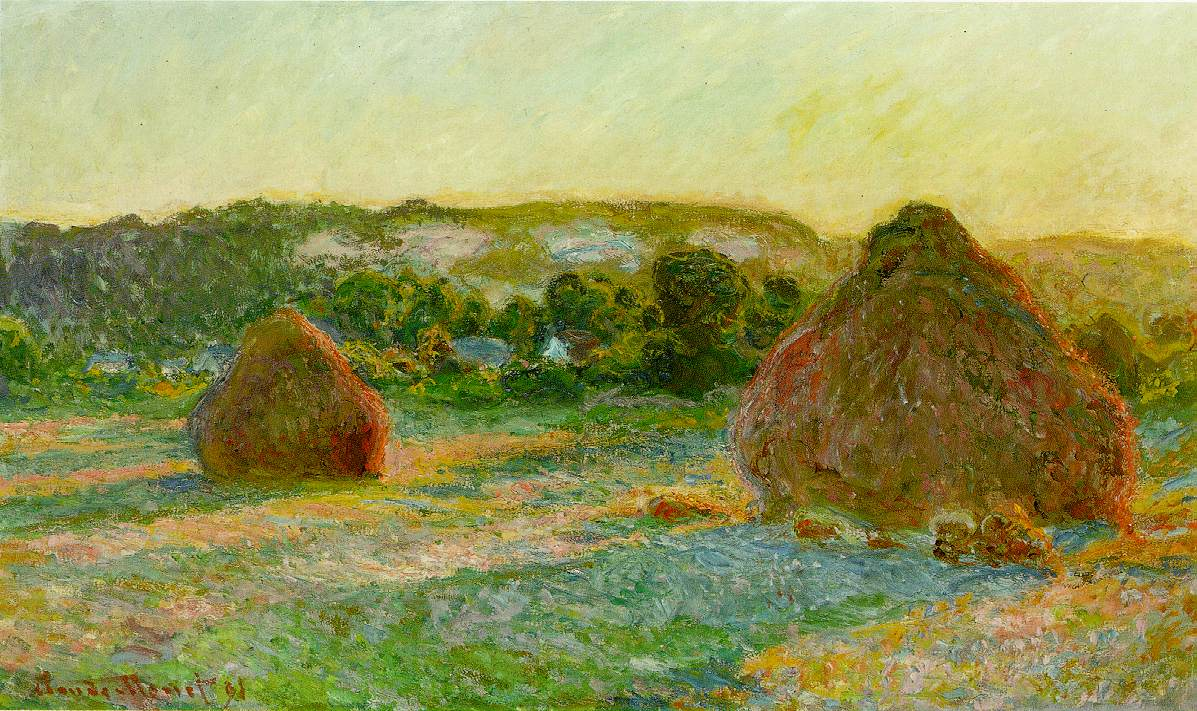
Claude Monet, Haystacks (End of Summer) (1890/91)
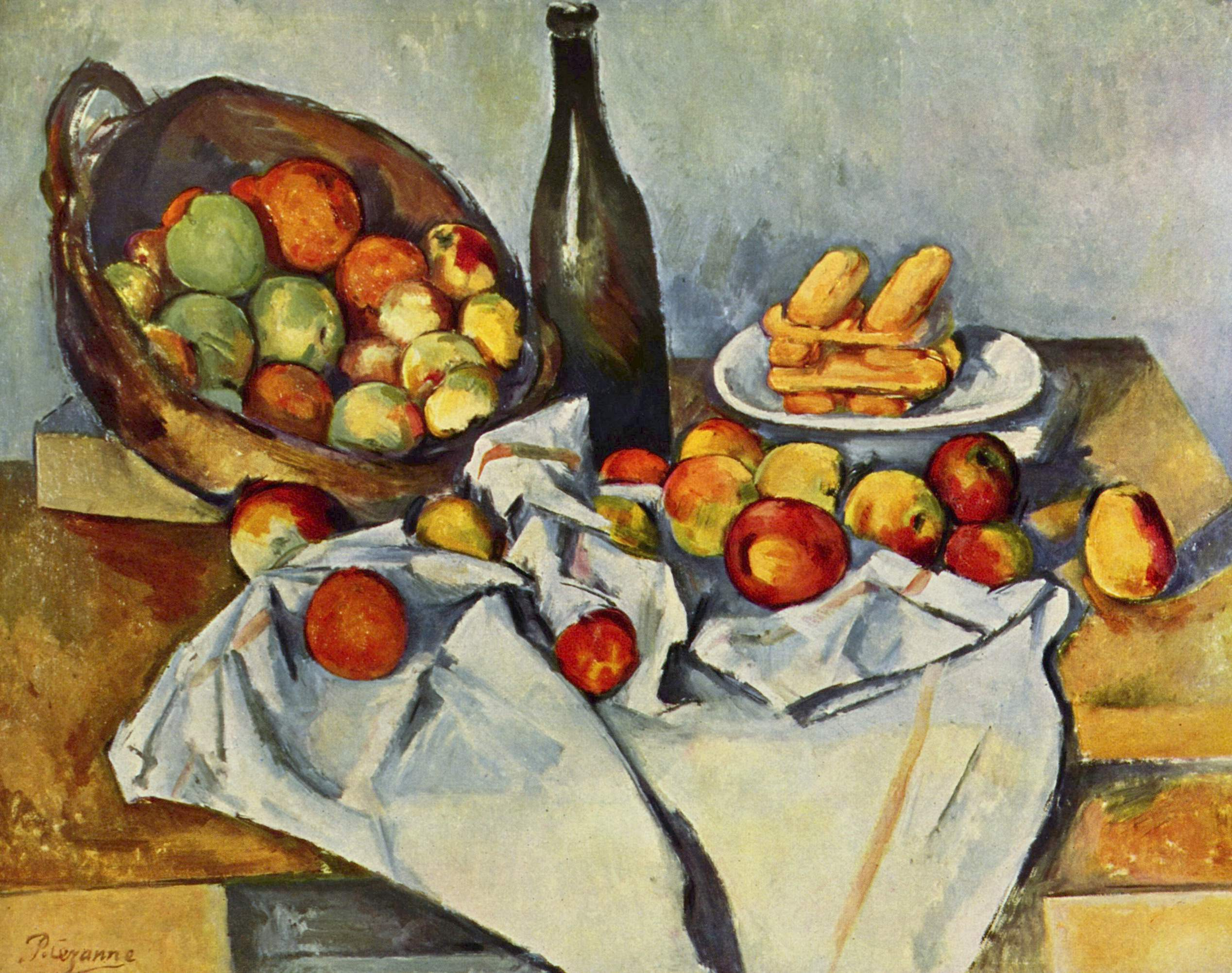
Paul Cézanne, The Basket of Apples (ca. 1890)
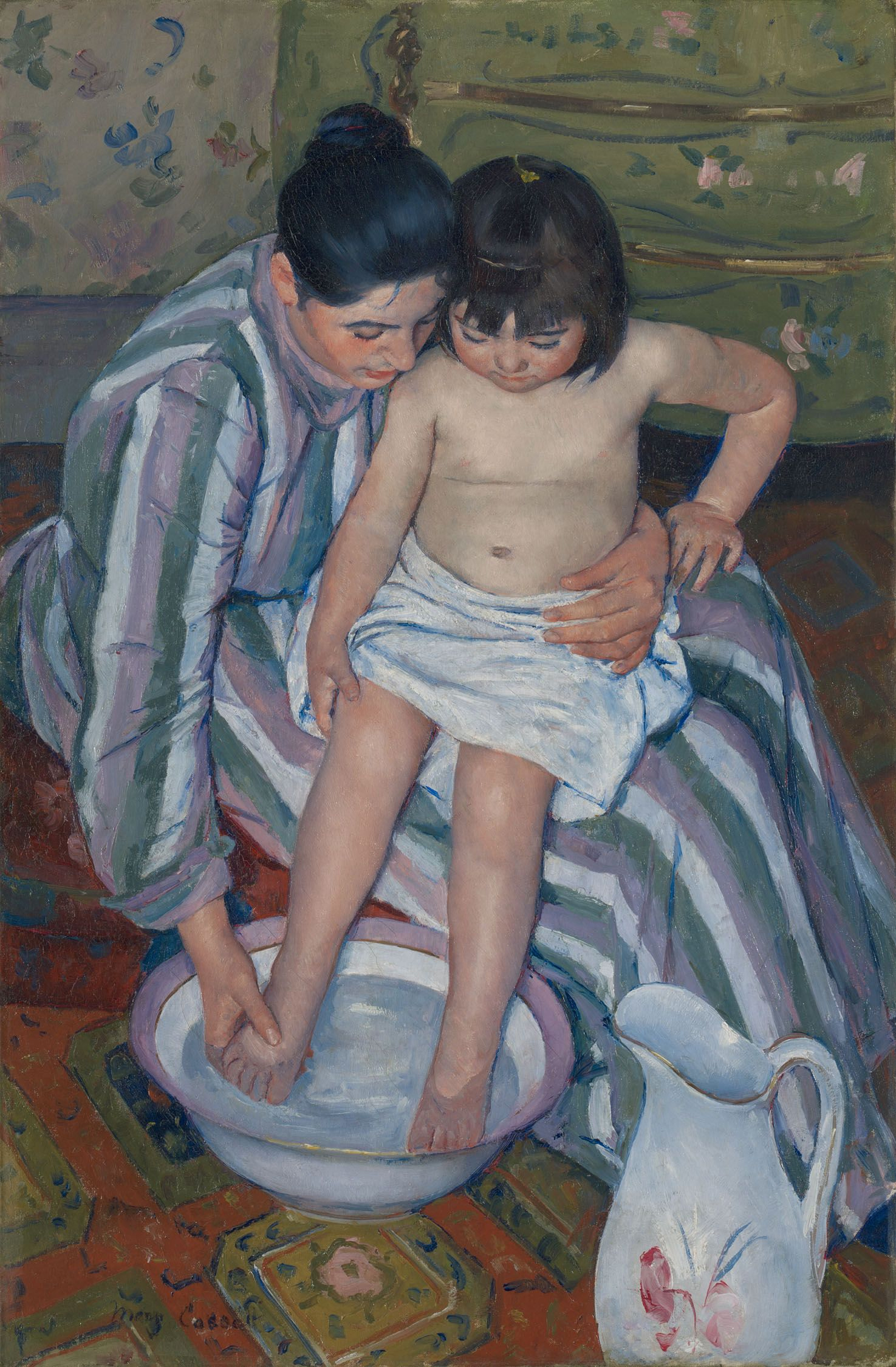
Mary Cassatt, The Child's Bath (1893)
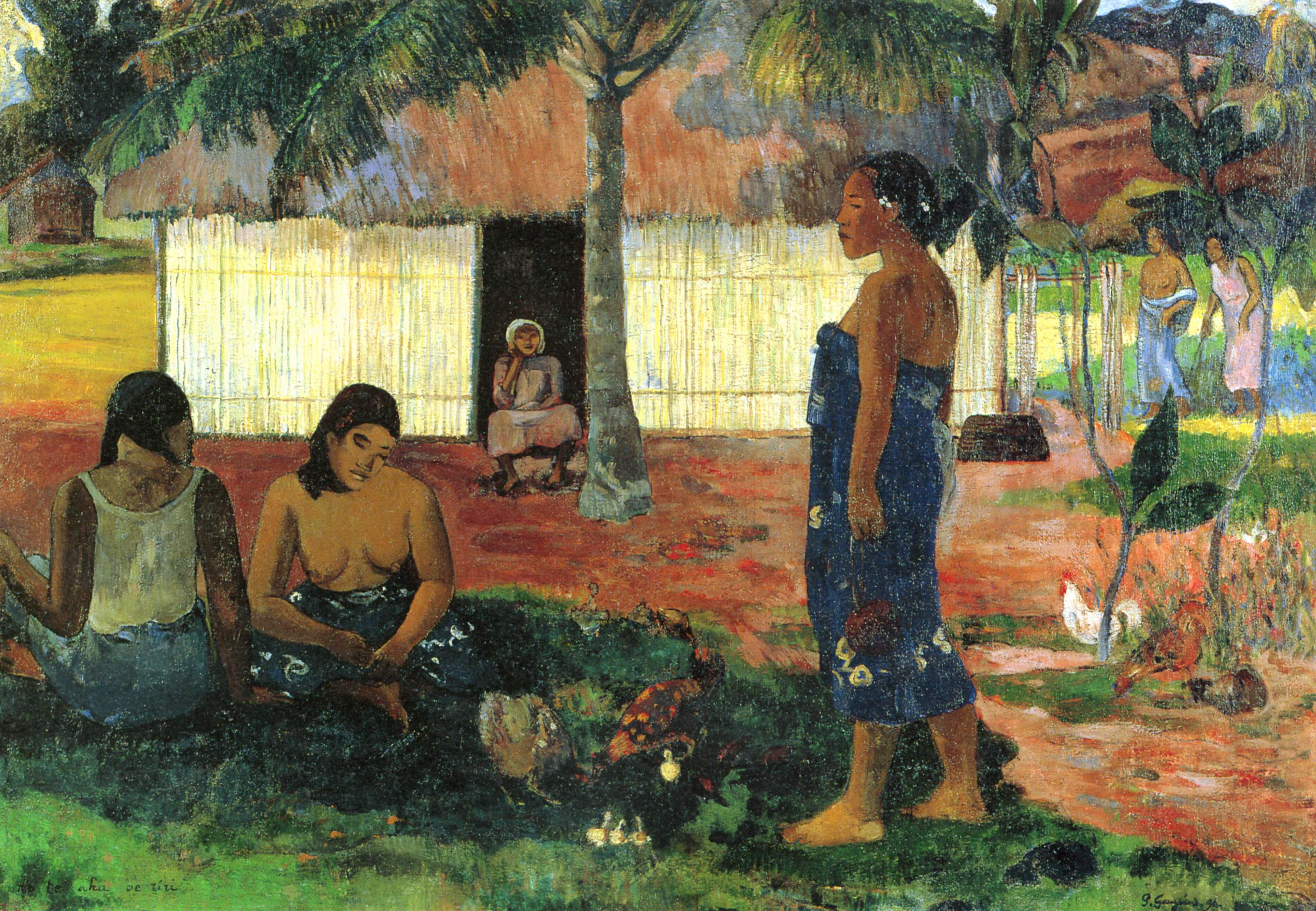
Paul Gauguin, Why are you angry? (No te aha oe Riri) (1896)
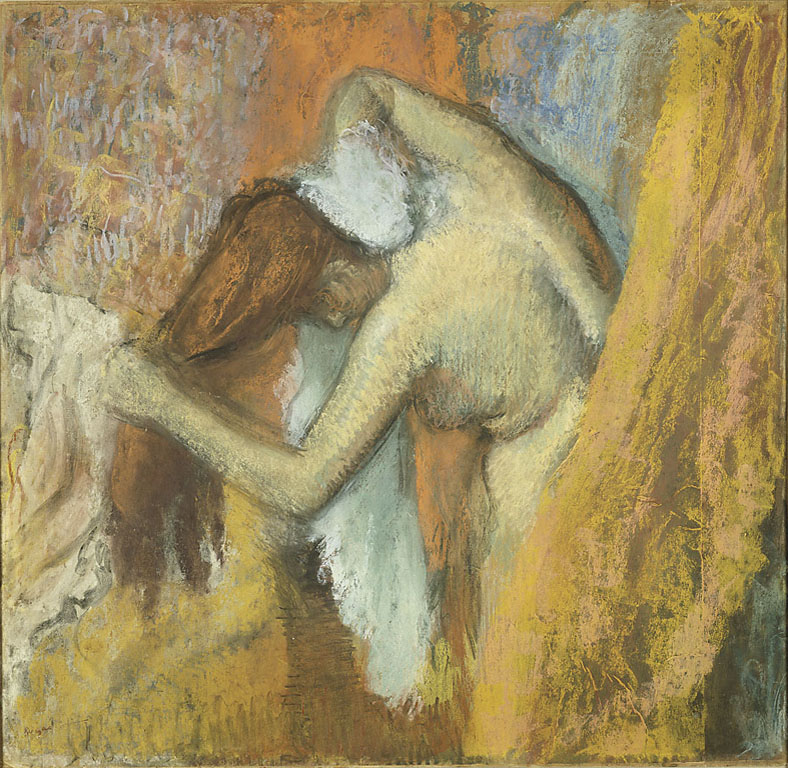
Edgar Degas, Woman at Her Toilette, ca. (1900/1905)
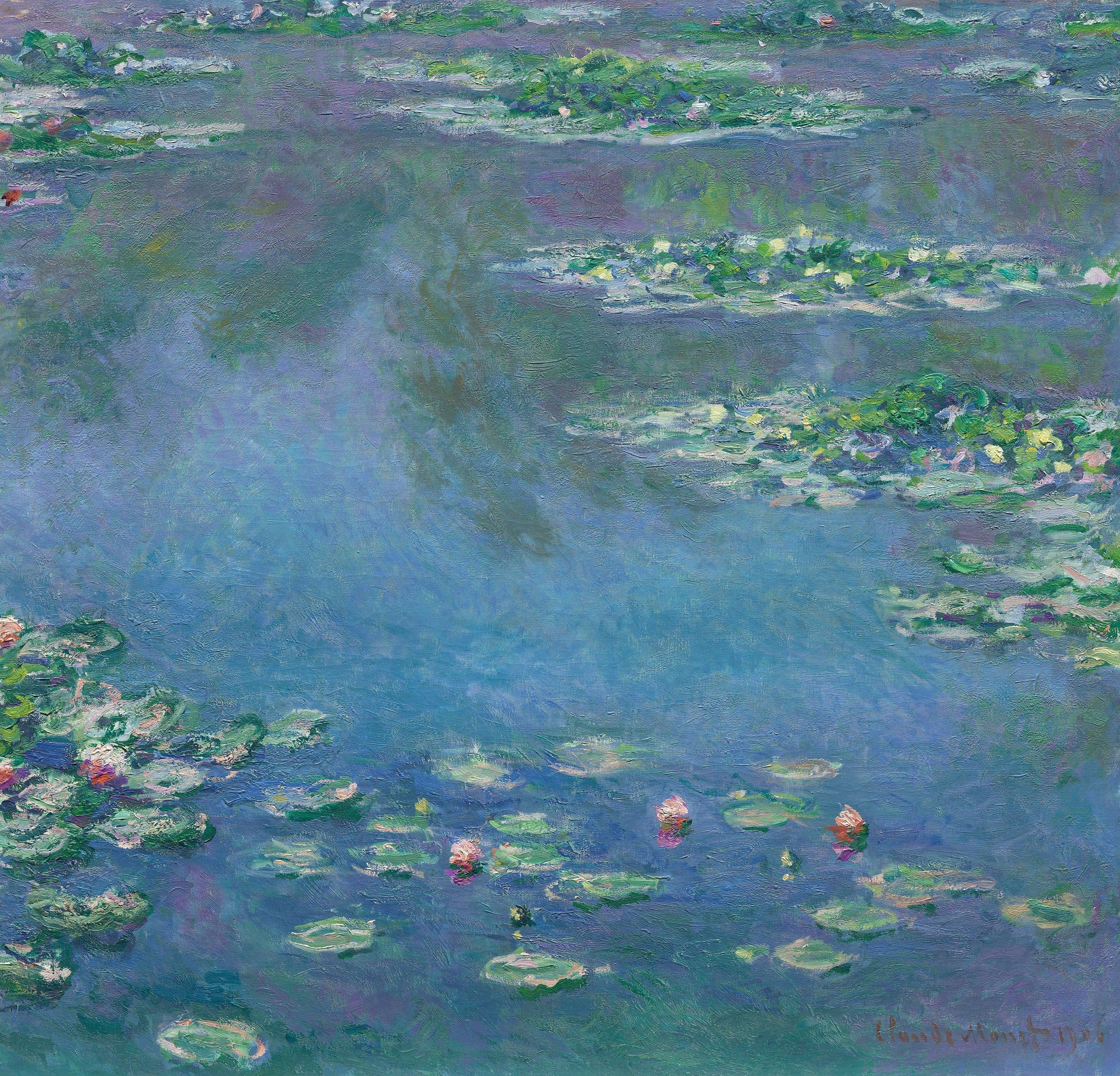
Claude Monet, Water Lilies (1906)
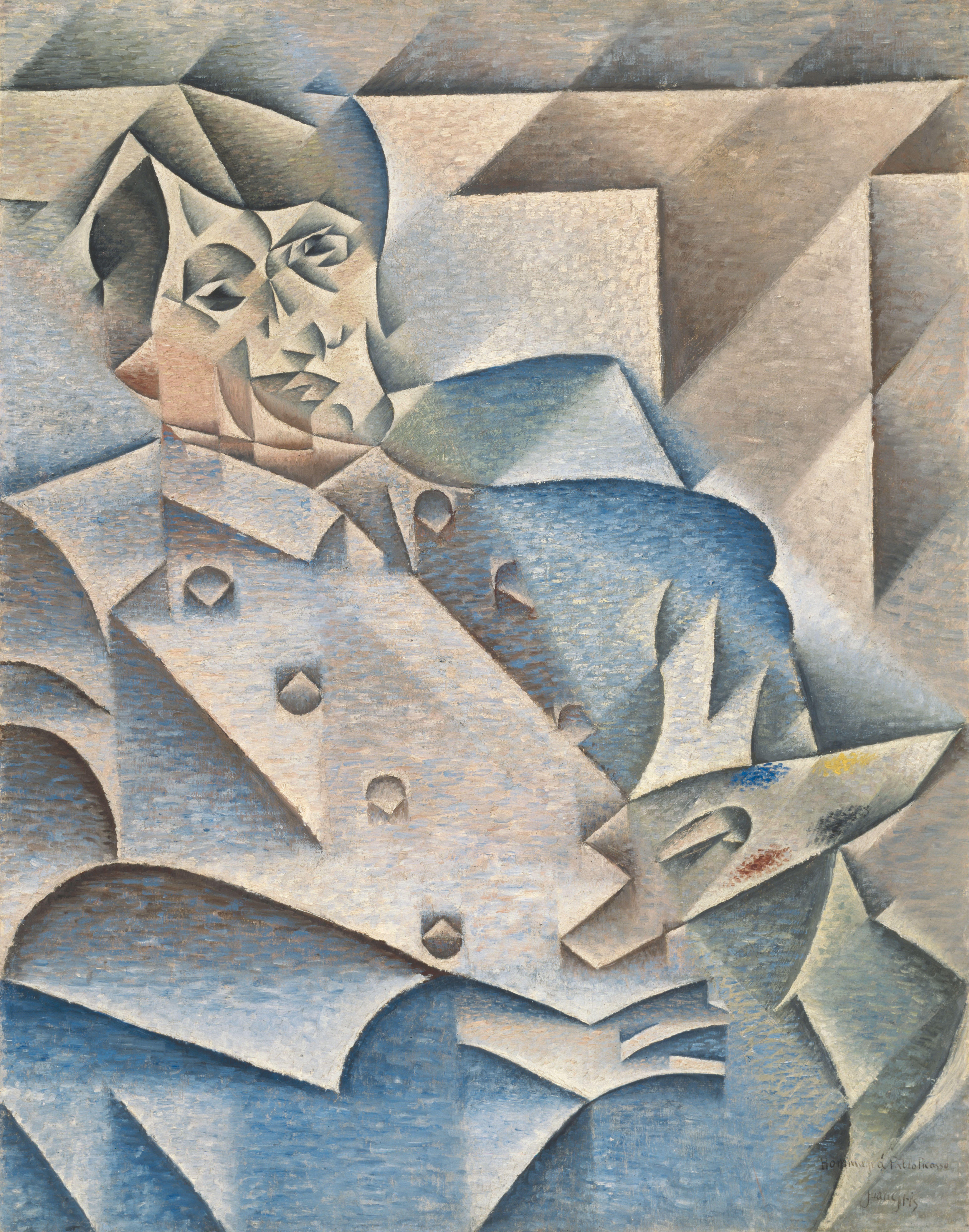
Juan Gris, Portrait of Picasso (1912)
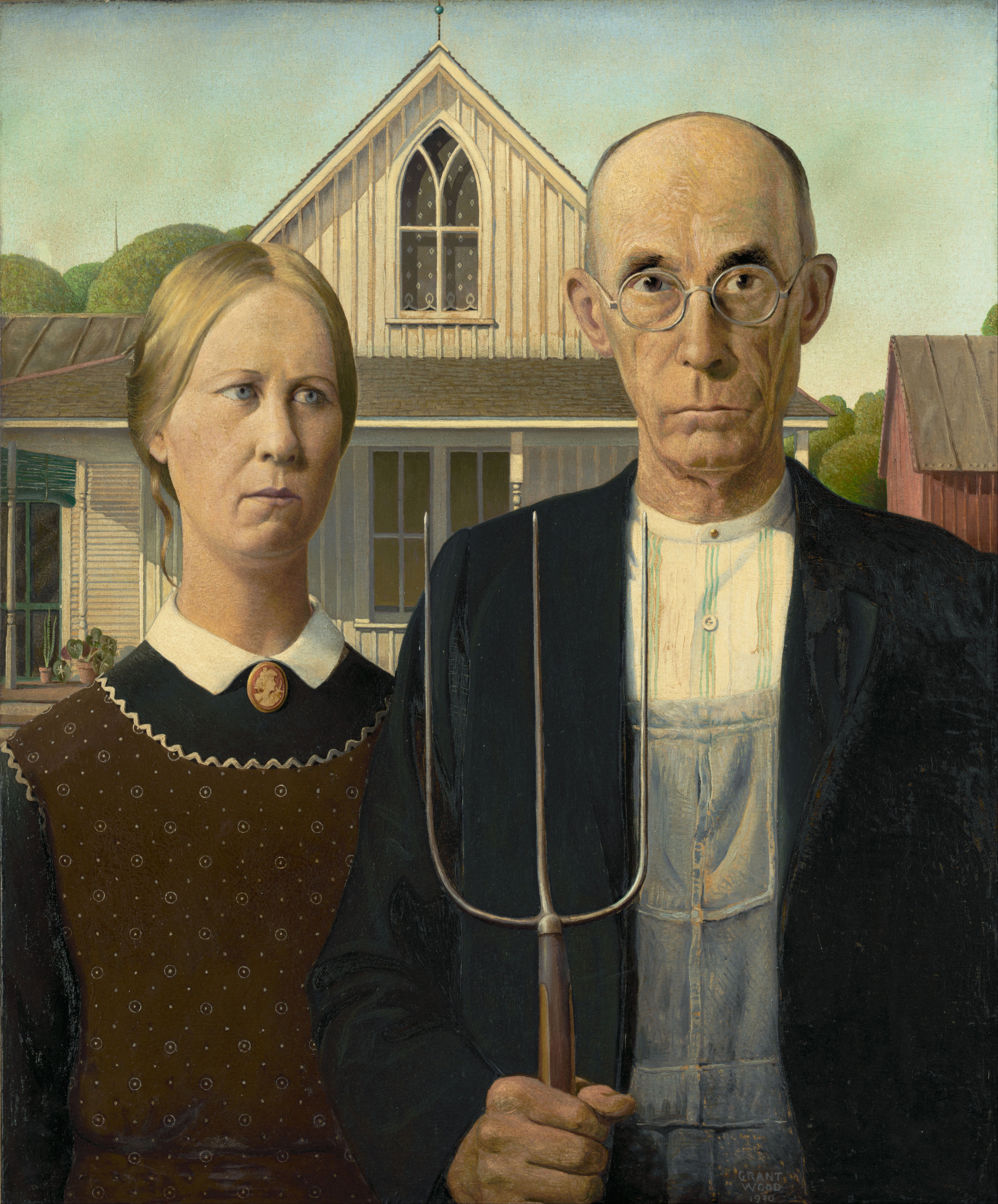
Grant Wood, American Gothic (1930)